# María Eugenia Monzón
María Eugenia Monzón Perdomo (Las Palmas de Gran Canaria, 12 de febrero de 1963) es una investigadora y docente universitaria española. Es conocida por su labor feminista desde los años 80 en Tenerife. En 2020, fue galardonada con el Premio de Igualdad en Canarias que otorga el Instituto Canario de Igualdad (ICI).

## Trayectoria
Se licenció en Geografía e Historia en la Universidad de La Laguna y en 1989 se doctoró en Historia Moderna , con la tesis Marginalidad social en Canarias durante el Siglo XVIII. Posteriormente, se convirtió en profesora titular de la Universidad de La Laguna en 1992.
Sus líneas de investigación más destacadas están centradas en la historia de las mujeres y la vida cotidiana en Canarias en el Antiguo Régimen y la participación de las mujeres en los espacios públicos en la contemporaneidad. Ha sido investigadora principal en varios proyectos de investigación relacionados con la historia de las mujeres y de género en Canarias. Así mismo, ha participado en varios proyectos financiados en convocatorias competitivas. Ha participado en numerosos congresos, jornadas y seminarios científicos, de carácter nacional e internacional.
Su labor en la lucha feminista ha sido muy destacada desde los años 80 en Tenerife, con una participación muy activa en la Coordinadora Feminista de Tenerife, compromiso que ha mantenido hasta la actualidad a través de la Plataforma 8 de marzo de Tenerife o del Foro contra la Violencia de Género de Tenerife.
Fue una de las principales impulsoras del Centro de Estudios de las Mujeres de la ULL, que se convertiría con posterioridad en el Instituto Universitario de Estudios de las Mujeres (IUEM) de la ULL, del que fue directora entre 2007 y 2009.
También ha sido Directora del Máster en Estudios de Género y Políticas de Igualdad de la Universidad de La Laguna desde el año 2012 al 2024.

## Obra
- 1993 – La pobreza en Canarias en el Antiguo Régimen. Cabildo de Gran Canaria. ISBN 9788481030143.[4]
- 2003 – Historia concisa de Canarias. Junto a Germán Santana Pérez y Juan Manuel Santana Pérez. Editorial Benchomo. ISBN 9788495657848.[5]
- 2011 – Frontera y género. Junto a María José Chivite de León y Beatriz Hernández Pérez. Editorial Plaza y Valdés. ISBN 9788492751280.[6]

### Artículos (selección)
- 1992 – Aproximación a la historiografía marxiana heterodoxa sobre el Antiguo Régimen / María Eugenia Monzón Perdomo y Juan Manuel Santana Pérez -Estudio crítico dentro de la publicación: Vegueta : anuario de la Facultad de Geografía e Historia, núm. 0 (mayo de 1992), pp. 95-109- Universidad de Las Palmas de Gran Canaria. Facultad de Geografía e Historia.[7]
- 2005 – En los márgenes de la sociedad. Marginalidad y Prostitución.[8]
- 2006 – Ellos opinan de ellas. Las mujeres en la historiografía canaria desde la conquista al siglo XVIII.[8]
- 2009 – El Movimiento Feminista canario en la transición política española. Escuela de participación para las mujeres canarias.[8]
- 2010 – Las mujeres en la Historia de Canarias.[9]
- 2010 – Vendederas en el comercio al por menor en la isla de Tenerife. Entre el fraude y el control.[8]
- Estudios de género.[10]

## Reconocimientos
En 2020, fue galardonada con el Premio de Igualdad en Canarias que otorga el Instituto Canario de Igualdad (ICI), donde se reconoció la labor de personas e instituciones que han fomentado la igualdad o la erradicación de la violencia de género durante los dos años anteriores 2018 y 2019..
Desde 2021,  forma parte del consejo asesor de la Biblioteca Básica Canaria del Gobierno de Canarias, donde se recoge la literatura insular para difundir a autores clásicos de las letras en el archipiélago canario. El Gobierno de Canarias editará 30 nuevos volúmenes con obras de escritoras para compensar la casi ausencia de ellas en la emblemática colección de clásicos de la literatura insular.